# 瑞凡·費尼克斯
瑞凡·費尼克斯（英語：River Phoenix，1970年8月23日—1993年10月31日）是美國電影男演員，曾經入圍過奧斯卡獎與金球獎，並被羅傑·艾伯特（Roger Ebert）與吉尼·席斯科（Gene Siskel）認為是具有高度才華的演員之一。1991年以《男人的一半還是男人》（My Own Private Idaho）奪得威尼斯影帝。1993年萬聖節前夕因為海洛因與古柯鹼使用過量而猝死。其弟弟瓦昆·菲尼克斯亦是演員。

## 生平

### 家庭情況
瑞凡·費尼克斯的母親是猶太人，出生在美國紐約。瑞凡·費尼克斯的父親有英國、德國和法國血統，出生在美國加利福尼亞州。

### 童年時期
在瑞凡·費尼克斯2歲的時候，他和父母住在南美洲。1977年搬回美國，住在美國佛羅里達州，後來又搬到了洛杉磯。在瑞凡·費尼克斯10歲的時候，開始在電視演出。

## 社會運動
費尼克斯曾致力於動物解放、環境及政治方面的社會運動。他曾為PETA的發言人並在1990年時寫下一篇關於世界地球日的文章。費尼克斯也是一位素食主義者。

## 作品
- 1985年：《衝向天外天》（Explorers）
- 1986年：《伴我同行》（Stand by Me）
- 1986年：《蚊子海岸》（The Mosquito Coast）
- 1988年：《不設限通緝》（Running on Empty）
  - 提名—奧斯卡最佳男配角獎
  - 提名—金球獎最佳電影男配角
- 1988年：《熱夜狂歡》（A Night in the Life of Jimmy Reardon）
- 1988年：《美蘇間諜戰》（Little Nikita）
- 1989年：《聖戰奇兵》（Indiana Jones and the Last Crusade）
- 1990年：《我真的爱死你》（I Love You to Death）
- 1991年：《不羈的天空》（My Own Private Idaho）
- 1991年：《春色一籮筐》（Dogfight）
- 1992年：《通天神偷》（Sneakers）
- 1993年：《愛情有什麼道理》（The Thing Called Love）

## 延伸閱讀
- Edwards, Gavin. . 2013. ISBN 0062273159.
- Glatt, John. . ISBN 1-55611-440-0.
- Furek, Maxim W. . 2008-10-22. ISBN 978-0-595-46319-0.
- Lawrence, Barry C. . 2004. ISBN 0-9672491-9-8.
- Robb, Brian J. . 1995. ISBN 0-06-095132-X.

## 外部連結
- 瑞凡·費尼克斯在互联网电影资料库（IMDb）上的資料（英文）
- TCM电影资料库上瑞凡·費尼克斯的资料（英文）
- 在AllMovie上瑞凡·費尼克斯的頁面（英文）
- 在Find a Grave上的瑞凡·費尼克斯